# Régime public d'assurance médicaments
Le régime public d'assurance médicaments (RPAM) est un régime gouvernemental d'assurance administré par la Régie de l'assurance maladie du Québec. Créé en 1997, il offre une protection de base pour les médicaments aux personnes qui n'ont pas accès à un régime privé. Le RPAM, conjointement avec les assureurs privés, constitue le régime général d'assurance médicaments (RGAM) du Québec ce qui fait du RGAM un régime mixte (à la fois public et privé) et universel (tous les Québécois sont couverts au sein du RGAM, soit par le RPAM soit par un assureur privé).

## Description
Toutes les personnes qui n'ont pas accès à un régime privé de par leur emploi ou leur profession, ou par l'intermédiaire de leur conjoint ou de leurs parents, ont l'obligation d'adhérer au RPAM. Les personnes qui doivent s'inscrire ou qui sont inscrites automatiquement au RPAM sont celles de 18 à 64 ans qui n'ont pas accès à un régime privé, les personnes âgées de 65 ans et plus (au choix) ainsi que les détenteurs d'un carnet de réclamation délivré par le ministère de l'Emploi et de la Solidarité sociale (MESS).
Sauf si elles font partie des clientèles exemptées, les personnes couvertes par le régime public doivent payer une prime, qu'elles achètent ou non des médicaments.
La personne assurée doit informer le pharmacien qu'elle est inscrite au régime public et lui présenter sa carte d'assurance maladie, qui doit être valide, et son carnet de réclamation, s'il y a lieu. Lorsqu'une personne assurée achète des médicaments couverts, elle assume seulement une partie de leur coût. C'est ce qu'on appelle la contribution. Celle-ci est fixée par les articles 12 (qui en fixe le taux) et 13 (qui fixe le montant du plafond annuel de la contribution) de la Loi sur l'assurance médicaments. L'autre partie est payée par la Régie.

## Historique

### Prémisses du régime
Lors de la campagne pour les élections générales de 1994, le chef du Parti québécois Jacques Parizeau promet la mise en place d'un régime universel d'assurance médicaments. La promesse est reprise par Lucien Bouchard dans son discours inaugural le 25 mars 1996,.
Devant être confié initialement en intégralité au secteur privé, le régime est finalement partiellement administré par la RAMQ (pour les personnes n'étant couverte par aucun régime au moment de l'instauration du RPAM) devant le montant demandé par les assureurs privés au titre de l’administration du régime, jugé trop élevé par le gouvernement du Québec.
En juin 1996, quelques jours avant le vote de la loi, le ministre de la Santé et des Services sociaux Jean Rochon indique que la prime, fixée alors à 176 $, sera indexée au coût de la vie et ajustée pour assurer l'équilibre financier du régime.

### Mise en place du régime (1996–1997)
La Loi sur L'assurance-médicaments et modifiant diverses dispositions législatives est sanctionnée le 20 juin 1996 après avoir été adopté la veille sous la procédure du bâillon. La loi institue à cette date le Fonds de l'assurance médicaments, (FAM) géré par la Régie de l'assurance-maladie du Québec (RAMQ) qui sert à suivre l'encaissement des primes dues par les personnes adhérentes au régime et à défrayer le coût des médicaments et services pharmaceutiques couverts par le régime. Le FAM entre en opération le 1er janvier 1997. Les services et médicaments fournis aux personnes couvertes par le régime mais exempté du paiement de la prime (notamment les prestataires de l'aide sociale et les personnes âgées de 65 ans et plus) ne sont pas défrayés par le FAM mais plutôt directement par le gouvernement à travers le Fonds des services de santé (FSS),.
Des avances de fonds sont consenties par le ministère des Finances (à travers le Fonds de financement du gouvernement du Québec) lorsque le fonds est en déficit de liquidités. Dans sa première année d'opération, le gouvernement du Québec consent une avance de 212 millions de dollars pour pallier le délai entre l'entrée en vigueur du régime et l'encaissement des primes pour 1997,.
Au moment de la mise en place du régime, le gouvernement du Québec escomptait économiser 245 millions de dollars par an par rapport au système antérieur, en récoltant respectivement 68 et 170 millions de dollars par an au titre de la franchise et de la coassurance.
Après plusieurs mois de négociations entre la RAMQ et le ministère du Revenu, une 
entente sur la perception des primes est signée le 17 novembre 2000, avec effet rétroactif au 1er avril 1997.

### Hausse des coûts et révisions au régime (1997–2001)
| Année   | Solde  | Solde  |
| Année   | annuel | cumulé |
| ------- | ------ | ------ |
| 1996-97 | 6,3    | 6,3    |
| 1997-98 | –19,5  | –13,2  |
| 1998-99 | –0,8   | –14,1  |
| 1999-00 | –56,3  | –70,3  |
| 2000-01 | 9,8    | –60,5  |
| 2001-02 | 28,4   | –32,1  |

Dès l'été 1998, les coûts du régime excèdent les prévisions les plus pessimistes alors que le nombre d'assurés est plus élevé que prévu (1,5 million d'assurés contre 1,1 prévus) laissant entrevoir un déficit de 16 millions de dollars en 1998-1999. L'inspirateur du régime, Claude Castonguay appuie alors une hausse de la prime annuelle maximale (alors inchangée à 175 $ par an depuis le lancement du régime) alors que le Parti libéral du Québec demande une commission parlementaire pour réévaluer le régime. Le gouvernement du Québec rejette une hausse de prime à la rentrée 1998 tandis que le Parti libéral propose au cours de la campagne pour les élections générales de 1998 de réduire de 50 % la prime pour les personnes âgées et les bénéficiaires de l'aide sociale et hausser le seuil de revenus à partir duquel une personne seule doit cotiser au régime.
Une évaluation du ministère de la Santé et des Services sociaux en 1999 montrait que le FAM accumule les déficits, avec une nette dégradation à partir de 1999 et que le coût global du régime a augmenté de 15,2 % par an entre 1997 et 1999. L'augmentation des coûts pour 2000 atteint même 18,3 % par rapport à 1999 et la part des coûts assumée par les bénéficiaires décline chaque année entre 1997 et 2000.

#### Première hausse de la prime (2000)
Pauline Marois, alors ministre d'État à la Santé et aux Services sociaux, annonce le 16 décembre 1999 que la prime annuelle maximale sera relevée en 2000 pour la première fois depuis l'instauration du régime. Le gouvernement privilégie alors un montant de 275 $ par an. Le 2 février 2000, Pauline Marois propose une hausse entre 100 et 375 $ par année (amenant la prime entre 275 $ et 550 $ par année) et une indexation automatique à chaque année et l'achat de médicaments au prix le plus bas (dit prix de référence), favorisant ainsi les médicaments génériques.
Le montant de la prime est doublé pour atteindre à 350 $ le 1er juillet 2000 à la suite du projet de loi 117 réformant le financement du régime d'assurance médicaments. Le projet de loi prévoit également que le gouvernement peut indexer annuellement ce montant.

#### Rapport Montmarquette (2001)
En février 2001, Pauline Marois mandate l'économiste Claude Montmarquette pour présider un comité d'expert devant évaluer le RPAM, dans un contexte où le régime accumule les déficits à la fin des années 1990 et le début des années 2000.

### Refonte du régime (2002)
Une réforme d'envergure est votée en juin 2002 qui remanie largement le fonctionnement du régime, notamment pour en assurer la pérennité financière :
- Le taux de coassurance est haussé de 25 à 27,4 %[34];
- La contribution maximale passe de 750 à 822 $ par année[35];
- La prime annuelle maximale, déjà doublée en 2000 puis relevée de 10 % en 2001, est haussée de 9,6 % passant de 385 à 422 $[36];
- Les paramètres du régime (coassurance, contribution maximale) peuvent être indexé chaque année le 1er juillet[37];
- Un Conseil du médicament est institué (en remplacement du Conseil consultatif de pharmacologie et du Comité de revue de l'utilisation des médicaments qui sont abolis) pour assister le gouvernement dans la « mise à jour de la liste des médicaments [couverts] et de favoriser l'utilisation optimale des médicaments »[38].

Le FAM est également revu et son financement modifié : il couvre désormais les dépenses en médicaments et services de l'ensemble des bénéficiaires du régime (et non plus seulement des adhérents qui payaient la prime annuelle). En contrepartie le ministère des Finances du Québec doit financer tout déficit du FAM, à concurrence du coût des services et médicaments fournis aux clientèles exemptées de primes,,.
Le ministère des Finances éponge également le déficit accumulé du FAM au 31 mars 2002. C'est effectivement le cas lors de l'année 2002-03 où le fonds consolidé du revenu verse 1,050 milliards au FAM, dont 32 millions au titre du déficit accumulé entre 1997 et 2002.
Lorsque la contribution santé était en vigueur (entre 2010 et 2016), les personnes exemptées de payer une contribution au RPAM étaient également exemptés de payer la contribution santé.

## Financement

### Prime annuelle
Le régime d'assurance médicament est financé par une prime annuelle perçue par Revenu Québec au moment de la production de la déclaration de revenus dans une annexe spécifique (l'annexe K). Cette prime est perçue pour chaque mois où le contribuable résident au Québec n'est pas couvert par un régime privé, sauf s'il bénéficie d'une des exemptions. Le montant de la prime annuelle varie, selon le revenu familial net, entre 0 et 731 $ (montant depuis le 1er juillet 2023).
La prime annuelle n'est pas modifiée le 1er juillet 2022 sur décision du conseil des ministres, après recommandation de la RAMQ.
| Évolution de la prime annuelle maximum du régime en dollars constants (décembre 2024) et courants depuis 1997 |
| - $ courants - $ constants (déc. 2024)                                                                        |
| Gouvernement dirigé par- Coalition avenir Québec - Parti libéral du Québec - Parti québécois                  |

| Entrée en vigueur | Montant | Gouvernement | Gouvernement | Réf.   |
| ----------------- | ------- | ------------ | ------------ | ------ |
| 1er juillet 1997  | 175 $   |              | Bouchard     | [ 45 ] |
| 1er juillet 2000  | 350 $   | [ 46 ]       | Bouchard     |        |
| 1er janvier 2001  | 385 $   |              | Landry       | [ 47 ] |
| 1er juillet 2002  | 422 $   | [ 36 ]       | Landry       |        |
| 1er juillet 2003  | 460 $   |              | Charest      |        |
| 1er juillet 2004  | 494 $   |              | Charest      |        |
| 1er juillet 2005  | 521 $   |              | Charest      |        |
| 1er juillet 2006  | 538 $   |              | Charest      |        |
| 1er juillet 2007  | 557 $   |              | Charest      |        |
| 1er juillet 2008  | 570 $   |              | Charest      |        |
| 1er juillet 2009  | 585 $   |              | Charest      |        |
| 1er juillet 2010  | 600 $   |              | Charest      |        |
| 1er juillet 2011  | 563 $   |              | Charest      |        |
| 1er juillet 2012  | 579 $   |              | Charest      |        |
| 1er juillet 2013  | 607 $   |              | Marois       |        |
| 1er juillet 2014  | 611 $   |              | Couillard    |        |
| 1er juillet 2015  | 640 $   |              | Couillard    |        |
| 1er juillet 2016  | 660 $   |              | Couillard    |        |
| 1er juillet 2017  | 667 $   | [ 48 ]       | Couillard    |        |
| 1er juillet 2018  | 616 $   | [ 49 ]       | Couillard    |        |
| 1er juillet 2019  | 636 $   |              | Legault      |        |
| 1er juillet 2020  | 648 $   |              | Legault      |        |
| 1er janvier 2021  | 662 $   | [ 50 ]       | Legault      |        |
| 1er juillet 2021  | 710 $   | [ 51 ]       | Legault      |        |
| 1er juillet 2023  | 731 $   | [ 52 ]       | Legault      |        |

### Franchise et coassurance
Le régime est également financé par une franchise et une part de coassurance payées par l'assuré :
- Sauf exceptions[note 3], les remboursements de médicaments sont réduits d'une franchise de 21,75 $ (22,25 $ à partir du 1er janvier 2021[43]) par mois ;
- Sauf exceptions[note 3], l'assuré doit payer une coassurance représentant 37 % (35 % à partir du 1er janvier 2021[43]) du coût de l'ordonnance.

Dans tous les cas, la somme des montants payés au titre de la franchise et de la coassurance est plafonnée annuellement par l'article 13 de la Loi sur l'assurance médicaments.